# Cantón de Hochfelden
El cantón de Hochfelden era una división administrativa francesa, que estaba situada en el departamento de Bajo Rin y la región de Alsacia.

## Composición
El cantón estaba formado por veintinueve comunas:
- Alteckendorf
- Bossendorf
- Duntzenheim
- Ettendorf
- Friedolsheim
- Geiswiller
- Gingsheim
- Grassendorf
- Hochfelden
- Hohatzenheim
- Hohfrankenheim
- Ingenheim
- Issenhausen
- Lixhausen
- Melsheim
- Minversheim
- Mittelhausen
- Mutzenhouse
- Ringeldorf
- Ringendorf
- Saessolsheim
- Schaffhouse-sur-Zorn
- Scherlenheim
- Schwindratzheim
- Waltenheim-sur-Zorn
- Wickersheim-Wilshausen
- Wilwisheim
- Wingersheim
- Zœbersdorf

## Supresión del cantón de Hochfelden
En aplicación del Decreto nº 2014-185 de 18 de febrero de 2014, el cantón de Hochfelden fue suprimido el 22 de marzo de 2015 y sus 29 comunas pasaron a formar parte; veintisiete del nuevo cantón de Bouxwiller y dos del nuevo cantón de Saverne.